# Sergio Pacheco (Fußballspieler, 1965)
Sergio Pacheco Sapién (* 25. Oktober 1965 in Guadalajara, Jalisco) ist ein ehemaliger mexikanischer Fußballspieler auf der Position des Stürmers, der nach seiner aktiven Laufbahn zeitweise als Trainer tätig war.

## Leben

### Spieler
Pacheco begann seine Profikarriere in der Saison 1983/84 bei seinem Heimatverein Atlas Guadalajara, bei dem er acht Jahre bis einschließlich zur Saison 1990/91 und später noch einmal zwei Jahre von 1993 bis 1995 unter Vertrag stand. Dazwischen spielte er für den CD Cruz Azul. In der Saison 1995/96 stand er bei den Tiburones Rojos de Veracruz unter Vertrag, bevor er in der Saison 1996/97 für seinen anderen Heimatverein Deportivo Guadalajara spielte, mit dem er im Torneo Verano 1997 die mexikanische Meisterschaft gewann.
Nach diesem Triumph spielte er noch für die Zweitligavereine Atlético Venados de Yucatán und Nacional Tijuana, wo er seine aktive Laufbahn beendete.
In den Jahren 1990 und 1991 absolvierte Pacheco drei Länderspieleinsätze für die mexikanische Nationalmannschaft: am 20. März 1990 ein 15-minütiger Einsatz gegen Uruguay (2:1), am 13. Mai 1990 eine Halbzeit gegen Kanada (1:2) und am 29. Januar 1991 kam er beim 0:0 gegen Kolumbien noch einmal zu einem 22-minütigen Einsatz.

### Trainer
Unmittelbar nach Beendigung seiner aktiven Laufbahn erhielt er einen Vertrag als Assistenztrainer von Hugo Hernández bei seinem Ex-Verein Chivas Guadalajara und nach dessen Entlassung nur wenige Monate später wurde Pacheco der Trainerposten des in der drittklassigen Segunda División spielenden CD Tapatío, einem Filialteam von Chivas, anvertraut. Im Torneo Invierno 2001 erreichte er mit seiner Mannschaft die Finalspiele, die gegen Deportivo Cihuatlán verloren wurden.
Später war er als Trainer im Nachwuchsbereich von Chivas und für die zweite Mannschaft der Tecos de la U.A.G. verantwortlich.
Im Sommer 2009 wurde er von den Reboceros La Piedad verpflichtet, aber bereits nach wenigen Monaten wieder entlassen.
Ende 2010 wurde er als Assistenztrainer der honduranischen Fußballnationalmannschaft verpflichtet und arbeitete danach als Co-Trainer bei Atlas Guadalajara.

## Trivia
Aufgrund der dürftigen Quellenlage kann nicht nachvollzogen werden, ob ein Verwandtschaftsverhältnis zu Sergio Pacheco Otero, einem Spieler der ersten Meistermannschaft von Chivas Guadalajara in der Saison 1956/57, besteht.

## Erfolge
- Mexikanischer Meister: Verano 1997